# VDRL-Test
Mittels VDRL-Test (Venereal Disease Research Laboratory) werden Lipoidantikörper nachgewiesen. Hier handelt es sich prinzipiell nicht um Treponema pallidum-spezifische Antikörper, die jedoch regelhaft 5 – 6 Wochen nach Infektion nachweis- und im Rahmen der Stufendiagnostik nutzbar werden. Dieser unspezifische Test, der auch bei Kollagenosen, Schwangerschaft, Lebererkrankungen und anderen Krankheitsentitäten ein positives Ergebnis anzeigen kann, korreliert im Falle einer Lues mit einem aktiven, also akuten und behandlungswürdigen Krankheitsgeschehen. Er wird darum im Wesentlichen zur Therapiekontrolle eingesetzt und dort als unverzichtbar erachtet.